# Myrmecoptinus subaenescens
Myrmecoptinus subaenescens là một loài bọ cánh cứng trong họ Ptinidae. Loài này được Pic miêu tả khoa học năm 1923.